# Liste der Meistermannschaften des Club América
Die nachfolgende Liste enthält die Meistermannschaften des Club América in der mexikanischen Primera Fuerza (Nummern 1 bis 4) und Primera División (Nummern 5 bis 16). Für die Primera División wurde in der Regel der jeweils komplette Kader aufgeführt, während für die Primera Fuerza nur die Spieler bekannt sind, die im jeweils entscheidenden Spiel mitgewirkt haben. Sofern die jeweiligen Spielerpositionen nachvollziehbar sind (wie seit 1970/71 in der Regel der Fall), erfolgt eine Sortierung, die beim Torwart beginnt und beim Stürmer aufhört. Sofern die Spielerpositionen nicht komplett nachvollziehbar sind, erfolgt die Aufzählung der Spielernamen in der entsprechenden Saison komplett in alphabetischer Reihenfolge:
| Nr. | Spielzeit     | Meistermannschaft | Trainer                |
| --- | ------------- | --- | ---------------------- |
| 01  | 1924/25       | Juan José Amargós, Luis „Oso“ Cerrilla, Enrique „Matona“ Esquivel, Luis García Besné, Carlos Garcés, Ignacio „Nacho“ de la Garza, Rafael Garza Gutiérrez, Francisco „Camión“ Henríquez, Nieves Hernández, William Heyder, Pedro Legorreta, Vicente Luna, Guillermo Márquez Acuña, Agustín Ojeda, Horacio „Moco“ Ortiz, Javier Pister, Pelegrín de Prida, Ernesto Sota, Juan Terrazas, Rosendo „Picorete“ Terrazas, Manuel Yañez | Rafael Garza Gutiérrez |
| 02  | 1925/26       | Juan José Amargos, Luis „Oso“ Cerrilla, Benito Contreras, Enrique „Matona“ Esquivel, Carlos Garcés, Ignacio „Nacho“ de la Garza, Rafael Garza Gutiérrez, Anselmo González, Francisco „Camión“ Henríquez, Nieves Hernández, William „Guillermo“ Hyder, Pedro Legorreta, Vicente Luna, Guillermo Márquez Acuña, Méndez, Agustín Ojeda, Horacio „Moco“ Ortiz, Javier Pister, Pelegrín „Pele“ Prida, Agustín Rosales, Rafael Rosales, Ernesto Sota, Juan Terrazas, Rosendo „Picorete“ Terrazas | Rafael Garza Gutiérrez |
| 03  | 1926/27       | Carlos Carral, Hesiquio „Chico“ Cerrilla, Luis „Oso“ Cerrilla, Benito Contreras, Enrique „Matona“ Esquivel, Carlos Garcés, Ignacio „Nacho“ de la Garza, Francisco Garza Gutiérrez, Rafael Garza Gutiérrez, Francisco „Camión“ Henríquez, Guillermo Márquez Acuña, Agustín Ojeda, Ernesto Sota, Pedro Suinaga, Juan Terrazas | Percy Clifford         |
| 04  | 1927/28       | Carlos Carral, Hesiquio „Chico“ Cerrilla, Luis „Oso“ Cerrilla, Benito Contreras, Carlos Garcés, Ignacio „Nacho“ de la Garza, Rafael Garza Gutiérrez, Roberto Gayón, Francisco „Camión“ Henríquez, Guillermo Márquez Acuña, „Chaparro“ Muñoz, Charles „Carlos“ Newmayer, Ernesto Sota, Pedro Suinaga, Juan Terrazas, Romero Vargas | Percy Clifford         |
| 05  | 1965/66       | Alfredo del Águila, José Alves „Zague“, Humberto Arrieta, Mario Ayala, Juan Bosco, Fernando Cuenca, Arlindo Dos Santos, Javier Fragoso, Jorge Gómez, Martín Ibarreche, Jorge Iniestra, Antonio Jasso, Francisco Mancilla, Javier Martínez „Titino“, Víctor Mendoza, Francisco Moacyr, Jorge Negrete Vea, Federico Ortiz Maldonado, Vavá, Alfonso Portugal, Isidro del Río, Alfonso Sabater, Severo de Sales, Ataúlfo Sánchez, Miguel Villafuerte | Roberto Scarone        |
| 06  | 1970/71       | Torhüter: Amado Palacios, Prudencio Cortés - Verteidiger: René Trujillo, Fernando Santillán, Antonio Zamora, Guillermo Hernández, Luis Miguel Barberena, Luis Haneine, Mario Pérez, Fernando Cuenca - Mittelfeldspieler: Roberto Hodge, Carlos Reinoso, Antonio Martins Toninho, Rubén Cárdenas, Alfredo del Águila, Eduardo Del Mázo - Stürmer: Roberto Rodríguez, Sergio Ceballos, Enrique Borja, Horacio López Salgado, Juan Manuel Borbolla, José Luis Rosete, Gabriel Julián, Francisco Macedo | José Antonio Roca      |
| 07  | 1975/76       | Torhüter: Néstor Verderi, Francisco Castrejón, Rafael Puente - Verteidiger: René Trujillo, Mario Trejo, Miguel Ángel Cornero, Javier Sánchez Galindo, Luis Miguel Barberena, Alfredo Tena, Mario Pérez - Mittelfeldspieler: Narciso Ramírez, Javier „Chocolate“ García, Cesáreo Victorino, Antonio de la Torre, Hugo Enrique Kiesse, Manuel Rojas - Stürmer: Carlos Reinoso, José „Cocodrilo“ Valdez, Enrique Borja, Alcindo, Alejandro Romahn, Cristóbal Ortega, Alberto Ordaz | Raúl Cárdenas          |
| 08  | 1983/84       | Torhüter: Héctor Miguel Zelada, Hugo Salazar, Arturo Báez - Verteidiger: Mario Trejo, Manolo Rodríguez, Armando Manzo, Jesús Roca, Alfredo Tena, Vinicio Bravo, Fidel Jardón, Héctor Islas Mendoza - Mittelfeldspieler: Cristóbal Ortega, Juan Antonio Luna, Carlos de los Cobos, Eduardo Bacas, Daniel Brailovsky, Roberto Alderete, Alejandro Domínguez, Rubén Abarca - Stürmer: Javier Aguirre, Héctor Tapia, Gustavo Echaniz, Carlos Hermosillo, Miguel Ángel Segura, „Zizinho“ dos Santos | Carlos Reinoso         |
| 09  | 1984/85       | Torhüter: Héctor Miguel Zelada, Hugo Salazar, Arturo Báez - Verteidiger: Vinicio Bravo, Armando Manzo, Mario Trejo, Alfredo Tena, Manolo Rodríguez, José Enrique Vaca, Héctor Islas Mendoza, Víctor Orihuela - Mittelfeldspieler: Cristóbal Ortega, Juan Antonio Luna, Gonzalo Farfán, Alejandro Domínguez, Roberto Alderete, Eduardo Bacas, Efraín Munguía, Rubén Abarca - Stürmer: Carlos Hermosillo, Daniel Brailovsky, Luis Alberto Acosta, Alberto Parra, Jesús Roca | Miguel Ángel López     |
| 10  | PRODE 85      | Roberto Alderete, Luis Roberto Alves, Eduardo Bacas, Arturo Báez, Daniel Brailovsky, Vinicio Bravo, Carlos de los Cobos*, Alejandro Domínguez*, Gonzalo Farfán, Carlos Hermosillo*, Pablo Herranz, Efraín Herrera, Ramón Ireta, Juan Antonio Luna, Armando Manzo*, Jorge Martínez, Efraín Munguía, Guillermo Naranjo, Víctor Orihuela, Cristóbal Ortega, Oscar Pastrana, Ricardo Peláez, Miguel Ángel Quintana, Manolo Rodríguez, Alfredo Tena, Mario Trejo*, José Enrique Vaca, Sergio Vázquez, Héctor Miguel Zelada (die mit * gekennzeichneten Spieler standen im Kader des Club América, waren aber während der kompletten Spielzeit zur Vorbereitung auf die WM 1986 für die Nationalmannschaft abgestellt) | Miguel Ángel López     |
| 11  | 1987/88       | Torhüter: Adrián Chávez, Arturo Báez - Verteidiger: Manolo Rodríguez, Guillermo Huerta, José Enrique Rodón, Alfredo Tena, Efraín Herrera, Víctor Hugo Mendoza, Guillermo Naranjo, José Enrique Vaca - Mittelfeldspieler: Cristóbal Ortega, Juan Antonio Luna, Carlos de los Cobos, Julio César Uribe, Antônio Carlos Santos, Roberto Alderete, Gonzalo Farfán, Jesús Eduardo Córdova, Alejandro Domínguez - Stürmer: Adrián Camacho, Miguel Robinson Hernández, Efraín Munguía, Carlos Hermosillo, Luis Roberto Alves | Jorge Vieira           |
| 12  | 1988/89       | Torhüter: Adrián Chávez, Alejandro García - Verteidiger: Juan Hernández, Alfredo Tena, José Enrique Rodón, Cecilio de los Santos, Guillermo Naranjo, Guillermo Huerta - Mittelfeldspieler: Cristóbal Ortega, Gonzalo Farfán, Alejandro Domínguez, Antônio Carlos Santos, Carlos de los Cobos, Efraín Munguía, Jesús Eduardo Córdova - Stürmer: Carlos Hermosillo, Luis Roberto Alves, Adrián Camacho, Carlos Alberto Seixas, Mauricio Pérez | Jorge Vieira           |
| 13  | Verano 2002   | Torhüter: Adolfo Ríos, Hugo Pineda - Verteidiger: Ricardo Rojas, Duilio Davino, Raúl Alberto Salinas, José Antonio Castro González, Jesús López Meneses, Luis Hernández, Carlos Sánchez, Carlos Infante, Arturo Olvera, Leonel Olmedo, Alfredo González Tahuilán - Mittelfeldspieler: Pavel Pardo, Raúl Rodrigo Lara, Germán Villa, Franky Oviedo, Álvaro Ortiz, Octavio Valdez, Manuel Ríos, Marco Antonio Reyna, Francisco Torres - Stürmer: Christian Patiño, Hugo Norberto Castillo, Iván Zamorano, Jesús Mendoza, Marcelo Lipatín, Moctezuma Serrato | Manuel Lapuente        |
| 14  | Clausura 2005 | Torhüter: Guillermo Ochoa, Ricardo Martínez - Verteidiger: Ricardo Rojas, Óscar Rojas, Duilio Davino, José Antonio Castro González, Raúl Alberto Salinas, Alfredo González Tahuilán, Mario Pérez Zúñiga - Mittelfeldspieler: Germán Villa, Pavel Pardo, Rodrigo Valenzuela, Álvaro Ortiz, Francisco Torres, Alvin Mendoza, Alejandro Argüello - Stürmer: Claudio López, Cuauhtémoc Blanco, Kléber Pereira, Jesús Mendoza, Aarón Padilla Mota, Marco Antonio Gómez | Mario Carrillo         |
| 15  | Clausura 2013 | Torhüter: Moisés Muñoz, Hugo González Durán - Verteidiger: Francisco „Maza“ Rodríguez, Miguel Layún, Aquivaldo Mosquera, Paul Aguilar, Diego Antonio Reyes, Adrián Aldrete, Juan Carlos Valenzuela, Efraín Juárez, Ventura Alvarado - Mittelfeldspieler: Jesús Antonio Molina, Osvaldo Martínez, Juan Carlos Medina, Rubens Sambueza, Christian Bermúdez, Jorge Alberto Urias - Stürmer: Christian Benítez, Raúl Jiménez, Narciso Mina, Antonio López | Miguel Herrera         |
| 16  | Apertura 2014 | Torhüter: Moisés Muñoz, Hugo González Durán - Verteidiger: Pablo Aguilar, Paolo Goltz, Osmar Mares, Paul Aguilar, Miguel Layún, Juan Carlos Valenzuela, Ventura Alvarado, Erik Pimentel, Gil Burón - Mittelfeldspieler: Osvaldo Martínez, Jesús Molina, Rubens Sambueza, Gonzalo Orlando, Moisés Velasco, José Madueña - Stürmer: Oribe Peralta, Michael Arroyo, Luis Gabriel Rey, Luis Ángel Mendoza, José Daniel Guerrero, Martín Eduardo Zúñiga, Raúl Jiménez, Sergio Rodríguez Pulido, Alejandro Díaz Liceága | Antonio Mohamed        |
| 17  | Apertura 2018 | Torhüter: Agustín Marchesín - Verteidiger: Carlos Alonso Vargas, Jorge Sánchez, Edson Álvarez, Luis Ricardo Reyes, Bruno Valdéz, Emanuel Aguilera, Paul Aguilar - Mittelfeldspieler: Guido Rodríguez, Mateus Uribe, Cecilio Domínguez, Andrés Ibargüen, Joe Corona, Cristian Insaurralde, Diego Lainez, Antonio de Jesús López, Renato Ibarra, José Guillen - Stürmer: Roger Martínez, Henry Martín, Oribe Peralta | Miguel Herrera         |
| 18  | Apertura 2023 | Torhüter: Luis Malagón, Óscar Jiménez - Verteidiger: Luis Fuentes, Kevin Álvarez, Igor Lichnovsky, Sebastián Cáceres, Miguel Layún, Ramón Juárez, Israel Reyes, Emilio Lara, Néstor Araujo, Sebastián Martínez - Mittelfeldspieler: Jonathan dos Santos, Alejandro Zendejas, Richard Sánchez, Álvaro Fidalgo, Leonardo Suárez, Diego Valdés, Salvador Reyes, Brian Rodríguez, Santiago Naveda, Bruce El-mesmari - Stürmer: Julián Quiñones, Jonathan Rodríguez, Henry Martín, Patricio Salas, Juan Cantú, Román Martínez, Sergio de los Ríos | André Jardine          |
| 19  | Clausura 2024 | Torhüter: Luis Malagón, Óscar Jiménez - Verteidiger: Luis Fuentes, Kevin Álvarez, Igor Lichnovsky, Sebastián Cáceres, Cristian Calderón, Ramón Juárez, Israel Reyes, Emilio Lara, Néstor Araujo, Sebastián Martínez - Mittelfeldspieler: Jonathan dos Santos, Alejandro Zendejas, Richard Sánchez, Álvaro Fidalgo, Diego Valdés, Salvador Reyes, Brian Rodríguez, Santiago Naveda - Stürmer: Julián Quiñones, Henry Martín, Javairô Dilrosun, Illian Hernández, Patricio Salas, Román Martínez | André Jardine          |
| 20  | Apertura 2024 | Torhüter: Luis Malagón, Rodolfo Cota - Verteidiger: Cristian Calderón, Israel Reyes, Cristián Borja, Ramón Juárez, Kevin Álvarez, Néstor Araujo, Sebastián Cáceres, Miguel Vázquez, Franco Rossano, Igor Lichnovsky - Mittelfeldspieler: Álvaro Fidalgo, Jonathan dos Santos, Alejandro Zendejas, Alan Cervantes, Érick Sánchez, Brian Rodríguez, Richard Sánchez, Diego Valdés, Dagoberto Espinoza, Antonio Álvarez, Miguel Ramírez - Stürmer: Henry Martín, Rodrigo Aguirre, Javairô Dilrosun, Víctor Dávila, Diego Reyes, Patricio Salas | André Jardine          |